# Santiago Castro
Santiago Tomás Castro (ur. 18 września 2004 w Buenos Aires) – argentyński piłkarz występujący na pozycji napastnika, od 2024 roku zawodnik włoskiej Bologni.